# Przewlekły krwiak podtwardówkowy

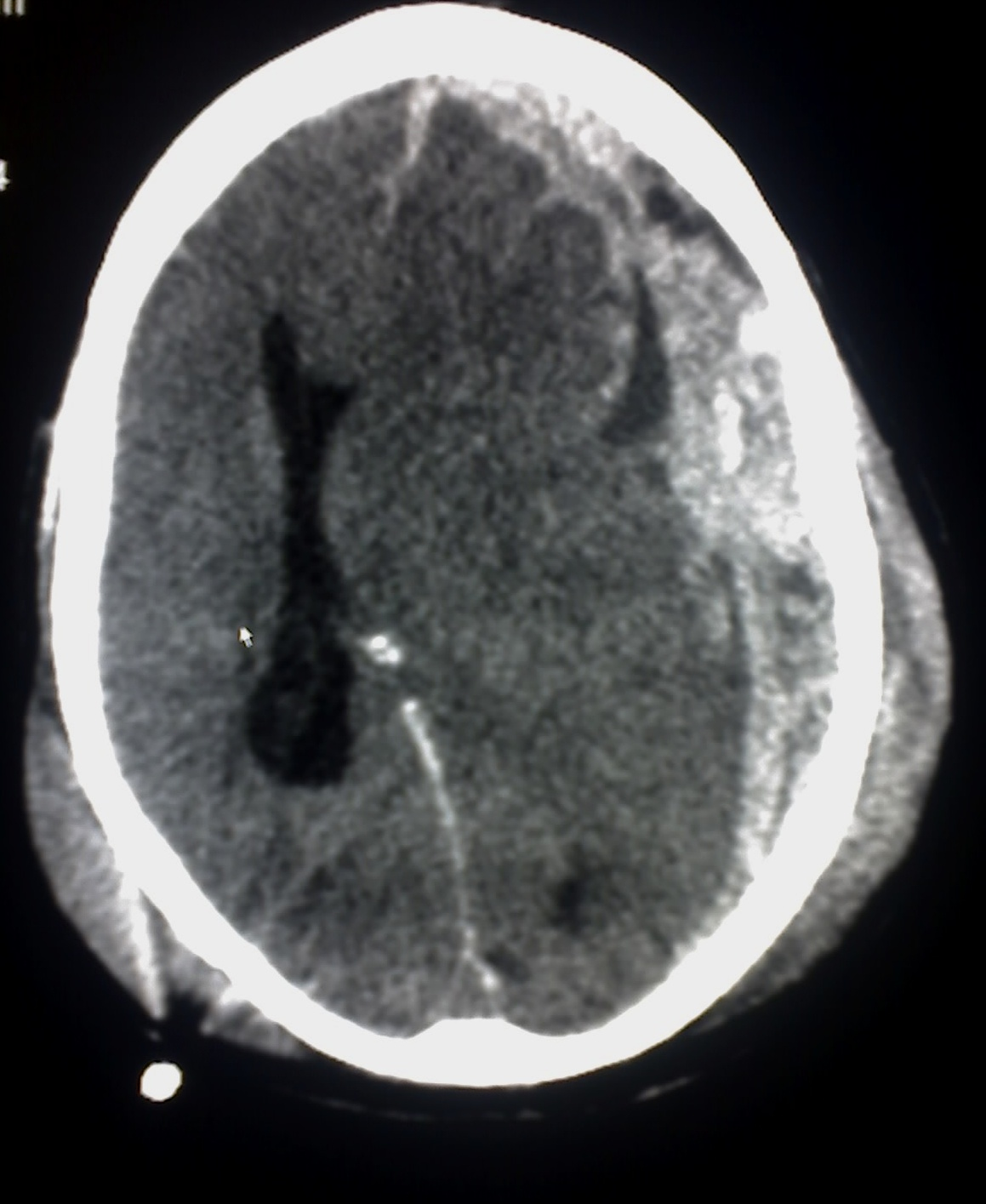
Pourazowy krwiak podtwardówkowy

Przewlekły krwiak podtwardówkowy (ang. chronic subdural haematoma, CSDH) – jeden z rodzajów krwiaka podtwardówkowego; nagromadzenie wynaczynionej krwi pomiędzy oponą twardą a pajęczynówką, z objawami pojawiającymi się ponad 21 dni od urazu.

## Etiologia
Źródłem krwawienia są zwykle żyły mostkowe łączące powierzchnię kory z zatokami żylnymi opony twardej. Przyczyną krwiaka w większości przypadków jest niewielki uraz. Pacjenci często zapominają o urazie i nie mogą zdefiniować przyczyny choroby (50% przypadków). Ponadto CSDH może być spowodowany skazą krwotoczną, nadciśnieniem, alkoholizmem, padaczką. Istotne znaczenie dla rozwoju krwiaka ma wiek pacjenta. Powyżej 50. roku życia gwałtownie wzrasta prawdopodobieństwo wystąpienia choroby. Częściej chorymi są mężczyźni niż kobiety; przyczyną jest statystycznie bardziej aktywny i niebezpieczny tryb życia np. wykonywanie prac fizycznych.

## Obraz kliniczny
Objawami CSDH są ciągłe bóle głowy (80% przypadków) i nudności diagnozowane głównie u osób młodszych, spowolnienie i zniedołężnienie u osób starszych, a także głęboka senność. Niespecyficzne objawy powodują trudności w rozpoznaniu choroby. U pacjentów w podeszłym wieku CSDH często mylony jest z otępieniem. Przypomina także objawy udaru, nowotworu, zapalenia opon mózgowych. Ze względu na podobieństwo do objawów innych chorób CSDH jest nazywany głównym „naśladowcą” chorób ośrodkowego układu nerwowego.

## Patomechanizm
W rzeczywistości przestrzeń podtwardówkowa nie występuje. Oponę twardą można podzielić na trzy warstwy. Najbardziej wewnętrzna zawiera mniejsze komórki, duże przestrzenie międzykomórkowe, brak kolagenu. Uraz powoduje rozwarstwienie tych komórek, a krwiak powstaje wewnątrz twardówki. Niegdyś nie znano wewnętrznej warstwy opony twardej, sądzono, że jest ona przestrzenią podtwardówkową, stąd myląca nazwa krwiaka. Przez tradycję używa się nadal starej nomenklatury.
Po urazie następuje wynaczynienie krwi do przestrzeni międzykomórkowej. Fibroblasty proliferują, ich komórki wnikają między krwinki. Pojawiają się też makrofagi. Po pewnym czasie zaczynają się tworzyć błony otaczające krwiaka – wewnętrzna od strony pajęczynówki, zewnętrzna od strony twardówki. W błonie wewnętrznej tworzą się nietypowe naczynia krwionośne o charakterze naczyń włosowatych, charakteryzujące się patologiczną przepuszczalnością. Są one źródłem kolejnych krwawień. Wyjaśnia to stałą obecność świeżej krwi w krwiaku niezależnie od czasu od jego powstania. W nieleczonym krwiaku powstają kolejne błony i przegrody. Złożone struktury krwiaka mogą wapnieć, a nawet kostnieć.
Patomechanizm nie został całkowicie wyjaśniony, ale przypuszcza się, że istotną rolę odgrywa bradykinina w układzie kininogen-kalikreina. Zwiększa ona przepuszczalność naczyń włosowatych, mogąc powodować kolejne krwawienia w obrębie krwiaka.

## Rozpoznanie
Rozpoznanie opiera się na wyniku badań neuroobrazowych, tj. tomografii komputerowej (CT) i rezonansu magnetycznego.

## Leczenie
CSDH jest leczony za pomocą otworu trepanacyjnego lub kraniotomii. Spory dotyczące zagrożeń i korzyści z obu metod cały czas trwają. Często zakłada się także drenaż.

Na skuteczność leczenia mają wpływ:
- dwustronna / jednostronna lokalizacja; dwustronna lokalizacja jest uznawana za niekorzystną i trudniejszą do leczenia,
- struktura krwiaka,
- wiek pacjenta – powszechnie uważa się, że osobom w podeszłym wieku nie powinno rozpoczynać się leczenia ze względu na mały procent powrotów do zdrowia (niska punktacja w Glasgow Outcome Scale), jednak w niektórych publikacjach pojawia się opinia, że są to poglądy nieuzasadnione i wiek pacjenta nie powinien wpływać na wybór metody leczenia[4].

## Wiek pacjenta
CSDH dotyka głównie pacjentów po 50. roku życia (lub rzadziej w młodocianym okresie). Jest to spowodowane takimi zmianami w mózgu, jak:
- zmniejszenie masy i objętości mózgowia,
- wzrost objętości przymózgowych przestrzeni płynowych (z 6 do 11%),
- zmiany struktury opon mózgowych,
- obniżenie ciśnienia wewnątrzczaszkowego.

Zanik mózgowia i obniżenie ciśnienia powoduje przekrwienie żył mostkowych, które są głównymi źródłami krwawień, a w efekcie krwotoku.